# Droga N718 (Holandia)
Droga prowincjonalna N718 (nid. Provinciale weg 718) – droga prowincjonalna w Holandii, w prowincji Flevoland. Łączy Bant z Emmeloordem.